# أبو الفرج بن الطيب

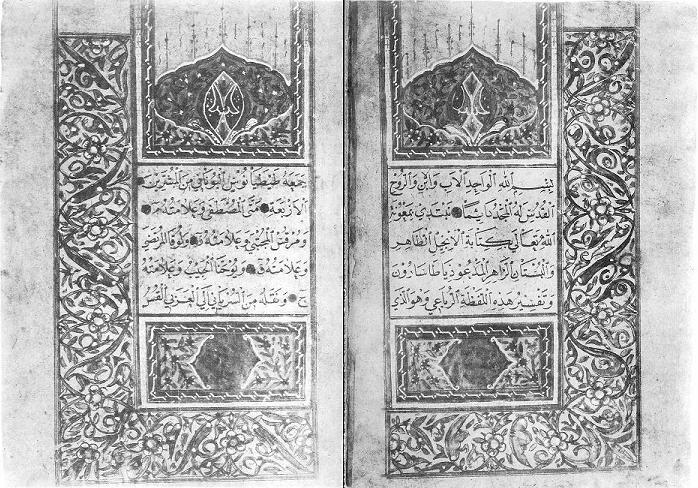
مقدمة الإنجيل الرباعي باللغة العربية، مترجم من اللغة السريانية من قبل القس أبي الفرج عبد الله الطيب في القرن الحادي عشر للميلاد

عبد الله بن الطيب والمعرف بـ أبو الفرج بن الطيب، طبيب وفيلسوف عراقي، في عهد الدولة العباسية، واسع العلم، كثير التصنيف خبير بالفلسفة، من نساطرة العراق، عاش في بغداد.

## علمه وعمله
اقام على تدريس الطب في البيمارستان العضدي، معالجته المرضى فيه، حتى تجاوز صيته العراق، فقصده الطلاب من بلاد فارس.
خرّج عددا من كبار اطباء العصر امثال: ابن بطلان، ابن مدرج، الهروي[ ؟ ]، ابن حيوان، ابي الفضل كتيفات، ابن اثردي، عبدان، ابن مصوصا، ابن العليق، كانوا يتلقون علمه إملاء ويحضرونه في المعالجات ويقرأون عليه كتبه.

## تصنيفاته ومؤلفاته
اما تصانيفه فكثيرة تجاوزت الخمسين في العلوم الدينية، الفلسفة، الطب، الطبيعيات وذكر له في الطب والصحة والعلوم الطبيعية تآليف كثيرة منها: (شرح اربع رسائل من كتب جالينوس) وهي الفرق، والصناعة الصغيرة، وكتاب النبض الصغير، وكتاب النبض الكبير، أغلوُثن، المزاج، الاعضاء، العلل والاعراض، تعرف علل الاعضاء الباطنية، الحميات، حيلة البرء، تدبير الاصحاء أو تدبير الصحة. له أيضا (شرح ثمار مسائل) حنين بن اسحق، ومجموعة مقالات في (الولادة والنبات) والعطور، والشعر، والعطش. ومن تصانيفه الطبية (مقالة في العلة لم جعل لكل خلط دواء يستفرغه، ولم يجعل للدم دواء يستفرغه مثل سائر الاخلاط) وله أيضا (تعاليق في العين) وقالة في (الشراب).

## وفاته
كانت وفاة ابي الفرج سنة 435 هجري (1043م) على ما ذكر ابن العبري.
المراجع:
هيكل نعمة، الياس مليحة: موسوعة علماء الطب مع اعتناء خاص بالاطباء العرب 65 - 66